# Schlacht von Mytilene
Sybota – Potidaia – Spartolos – Stratos – Naupaktos – Plataiai – Olpai – Tanagra – Pylos – Sphakteria – Korinth – Megara – Delion – Amphipolis – Mantineia – Melos – Syrakus – Milet – Syme – Eretria – Kynossema – Abydos – Kyzikos – Ephesos – Chalkedon – Byzanz – Andros – Notion – Mytilene  – Arginusen – Aigospotamoi
Die Schlacht von Mytilene war eine Seeschlacht im Peloponnesischen Krieg zwischen Athen und Sparta, bei der im Jahr 406 v. Chr. eine peloponnesische Flotte eine zahlenmäßig unterlegene attische Flotte besiegte und zum Rückzug in den Hafen von Mytilene auf der Insel Lesbos zwang. Die eingeschlossenen Athener wurden anschließend belagert und erst durch die Schlacht bei den Arginusen befreit.

## Die Vorgeschichte
Während des Ionisch-Dekeleischen Krieges kämpfte Athen gegen eine peloponnesische Koalition, deren Fähigkeit zur Ausrüstung immer neuer Flotten dank persischer Subsidien nahezu unbegrenzt schien. So hatte Sparta vier Jahre nach dem vollständigen Verlust in der Schlacht von Kyzikos (410 v. Chr.) wieder eine Flotte zusammengestellt, die der athenischen zahlenmäßig deutlich überlegen war. 
Ende des Jahres 407 v. Chr. wechselten auf beiden Seiten die Flottenführer. In Athen wurde Alkibiades, der Sieger von Kyzikos, abberufen und durch den Strategen Konon ersetzt, dem ein Ruf als ausgezeichneter Seemann vorausging. Auf spartanischer Seite führte der turnusmäßige Wechsel zur Ablösung des in der Schlacht von Notion (407 v. Chr.) erfolgreichen Lysander durch den noch recht jungen Kallikratidas. 
Nach dem erfolgreichen und allseits beliebten Lysander hatte Kallikratidas zunächst Schwierigkeiten mit seinen Unterfeldherren und mit dem persischen Bündnispartner, dessen Subsidienzahlungen ausblieben. Er konnte sich jedoch durchsetzen und, nachdem er das Soldproblem auf andere Weise gelöst hatte, weitere Schiffe an sich ziehen, so dass seine Flotte bald aus 140 Schiffen bestand. Mit diesen Kräften fuhr er im Sommer 406 v. Chr. von Milet über Chios nach Lesbos, einer der letzten Besitzungen Athens vor der kleinasiatischen Küste. 
Die Insel Lesbos mit den Hauptorten Mytilene und Methymna gehörte während des Peloponnesischen Krieges zu den unruhigeren Bündnispartnern Athens. In den Jahren 428 v. Chr. und 412 v. Chr. war sie zweimal abgefallen und anschließend durch Waffengewalt wieder zur Rückkehr ins Attische Reich gezwungen worden. Nach diesen Begebenheiten hatten die Athener jedoch Vorkehrungen getroffen, um die ihnen ergebenen Kräfte in beiden Städten zu stärken. 
Der Angriff des Kallikratidas gegen die Insel richtete sich zunächst gegen die Stadt Methymna im Norden, die von einer attischen Garnison verteidigt wurde. Nachdem ein Appell an die Methymner erfolglos geblieben war, nahmen die spartanischen Hopliten die Stadt im Sturm. Gegen die Forderungen seiner Soldaten verschonte Kallikratidas die Einwohner Methymnas, verkaufte jedoch die athenischen Besatzer in die Sklaverei. Anschließend richtete er eine schneidige Drohung an seinen Gegenspieler Konon, indem er erklärte, er werde seine Liaison mit dem Meere beenden.

## Die Seeschlacht
Bei seinem Amtsantritt in Samos hatte Konon die attische Flotte weitgehend demoralisiert angetroffen. Er verfügte zwar über 100 Trieren im Hafen, aber die Besatzungen reichten nur, um 70 Boote zu bemannen. Auf die Nachricht von dem Angriff auf Methymna eilte er mit diesen Schiffen nach Lesbos, ohne die Stärke der gegnerischen Flotte zu kennen. Sobald Kallikratidas seine Ankunft bemerkte, fuhr er ihm von Methymna entgegen, um ihm den Rückzug nach Samos zu verlegen. Dank der Schnelligkeit seiner Schiffe gelang es Konon jedoch, zu entschlüpfen, da er wohlbedacht nur die kräftigsten Ruderer mitgenommen hatte. 
Es entwickelte sich eine Verfolgungsjagd durch den Kanal von Lesbos nach Süden, bei der Konon absichtlich nicht zu schnell rudern ließ, um die schnellsten Schiffe der Peloponnesier hinter sich her zu ziehen. Als er auf der Höhe von Mytilene sah, dass die feindliche Flotte weit auseinandergezogen war, gab er das Signal zum Angriff. Die vordersten Schiffe der Peloponnesier waren ohne Schlachtordnung gefahren und sahen angesichts der plötzlichen Bedrohung keinen anderen Ausweg, als rückwärts zu rudern, um den Kontakt mit den Nachzüglern wiederherzustellen. Die Athener verfolgten sie eine Weile, doch als das Gros der peloponnesischen Flotte eintraf, hielt Konon es für klüger, den sicheren Hafen von Mytilene anzulaufen.

## Die Schlacht im Hafen
Das Wendemanöver kostete jedoch wertvolle Zeit, und so gelang es den Schiffen des Kallikratidas aufzuschließen. Von allen Seiten bedrängt, liefen einige Athener an der Küste auf Land, ihre Boote zurücklassend, um sich zu Fuß hinter die Mauern von Mytilene in Sicherheit zu bringen. Andere Schiffe wurden von Kallikratidas erobert, sodass Konon insgesamt 30 Trieren verlor. Mit den restlichen 40 gelangte er in den äußeren Hafen von Mytilene, jedoch nur gleichzeitig mit den Schiffen des Kallikratidas, sodass die Schlacht im Hafenbecken fortgesetzt wurde. Die Athener konnten die Spartaner jedoch abwehren und zogen sich schließlich ins innere Hafenbecken im Schutz der Mauern von Mytilene zurück.

## Die Belagerung
Die beiden Flotten lagen sich nun im Hafen von Mytilene gegenüber, die Athener im inneren Hafenbecken, die Peloponnesier im äußeren. Kallikratidas rief daher seine Landstreitkräfte unter dem Befehl des Thorax von Methymna herbei und ließ die Stadt von allen Seiten einschließen. Die Lage der Athener schien verzweifelt: die Vorräte in der Stadt reichten allenfalls für einen Monat, und Hilfe war nicht zu erwarten, da Athen keinerlei Nachricht von den Ereignissen hatte.

## Der Ausbruch
Konon wusste sich indes zu helfen und ersann einen Plan. Ohne dass die Belagerer es merkten, ließ er die zwei schnellsten Boote mit den kräftigsten Ruderern besetzen, die man unter einer Plane versteckte. Die beiden Schiffe unterstellte er seinen Mitfeldherren Leon und Erasinides mit dem Auftrag, Nachricht nach Athen zu bringen. Als die Aufmerksamkeit der Bewacher in der Mittagssonne nachließ, fuhren beide Boote los und durchbrachen die Blockade. Die Spartaner verfolgten nur das Schiff Leons, das den direkten Weg nach Athen einschlug. Nach einer Weile holten sie es ein und brachten es auf, wobei Leon vermutlich den Tod fand. Das Schiff des Erasinides war unterdessen durch den Kanal von Lesbos nach Norden zu den athenischen Besitzungen am Hellespont gerudert, von wo die Überfahrt nach Athen gelang.

## Die Befreiung
Von Erasinides benachrichtigt, rüsteten die Athener sofort eine Flotte aus, um Mytilene zu befreien und Konon zu retten. Ein erster Befreiungsversuch mit nur 12 Schiffen unter dem Feldherrn Diomedon endete noch mit dem Verlust von 10 Booten, aber schließlich entsandten die Athener unter Heranziehung aller Kräfte 150 Trieren an den Schauplatz der Belagerung. Als die Anfahrt der athenischen Entsatzflotte gemeldet wurde, ließ Kallikratidas 50 Schiffe unter dem Befehl des Eteonikos zur Bewachung der Eingeschlossenen in Mytilene zurück und fuhr mit den restlichen 120 Schiffen den Ankömmlingen entgegen. In der Schlacht bei den Arginusen wurde er von den Athenern besiegt und fand selbst den Tod.
Auf die Nachricht von der Niederlage ließ Eteonikos die spartanischen Trieren wie zur Feier eines großen Sieges schmücken. Mit dieser Täuschung gelang es ihm, seine Schiffe rechtzeitig vor Ankunft der Athener nach Chios in Sicherheit zu bringen, während er selbst mit den Landtruppen nach Methymna zurückkehrte.

## Die Folgen
Die Belagerung Mytilenes zwang Athen zu einer letzten Kraftanstrengung im Ringen gegen das peloponnesisch-persische Bündnis. Wegen der kurzen Vorbereitungszeit mussten die Ruderer in der Schlacht bei den Arginusen aus allen sozialen Schichten rekrutiert werden. Dies erklärt die Erbitterung in der Stadt wegen der hohen Verluste und der unterlassenen Bergung der Toten, die sich dann im berühmten Arginusenprozess entlud, in dem, mit der einzigen Ausnahme Konons, die letzten erfahrenen Flottenführer (darunter Diomedon und Erasinides) zum Tode verurteilt und hingerichtet wurden. Ohne kompetente Nebenleute war Konon danach außer Stande, die endgültige Niederlage Athens in der Schlacht bei Aigospotamoi (405 v. Chr.) zu verhindern.